# Modrolici guan
Modrolici guan (lat. Chamaepetes goudotii) je vrsta ptice iz roda Chamaepetes, porodice Cracidae. 
Rasprostranjena je u Boliviji, Kolumbiji, Ekvadoru i Peruu. Prirodna staništa su joj suptropske i tropske brdovite šume. Srpastokrili guan dug je 51-63.5 centimetara. Perje na leđima mu je tamno maslinasto-smeđe boje. Kljun je crn, a šarenica oka je crvene boje. Uglavnom se hrani voćem, a hranu traži u paru ili u manjim skupinama.